# Oak Lake (Manitoba)
Pour les articles homonymes, voir Oak Lake.
Oak Lake est une ville du Manitoba située dans le sud-ouest de la province et enclavée dans la municipalité rurale de Sifton. La ville est située à 52 km (32 miles) de Brandon le long de la route Transcanadienne et tout près de la rivière Assiniboine.
Durant le XIXe siècle, Oak Lake fut un arrêt important pour le commerce de la fourrure en raison de la présence de nombreux et massifs chênes dont le bois servait à réparer les wagons.

## Personnalités
- Maurice Strong (né en 1929), entrepreneur et ancien sous-secrétaire des Nations unies
- Ted Taylor (né en 1942), joueur de hockey ayant évolué dans l'AMH et dans la LNH
- Don Larway (né en 1954), joueur de hockey ayant évolué dans l'AMH

## Démographie
| 2001 | 2006 | 2011 | 2016 |
| ---- | ---- | ---- | ---- |
| 359  | 363  | 383  | 407  |

## Référence
- (en) Cet article est partiellement ou en totalité issu de l’article de Wikipédia en anglais intitulé « Oak Lake, Manitoba » (voir la liste des auteurs).

1. ↑  « Statistique Canada - Profils des communautés de 2006 -    Oak Lake, UUC » (consulté le 6 juin 2020)
2. ↑  « Statistique Canada - Profils des communautés de 2016 -   Oak Lake, UUC » (consulté le 3 juin 2020)